# Taboo
Taboo este un serial de televiziune britanic produs de Scott Free London și Hardy Son & Baker pentru BBC One și FX. Show-ul a avut premiera la BBC One în Marea Britanie la data de 7 ianuarie 2017, urmată de premiera în SUA la FX la 10 ianuarie 2017. Seria a fost creată de Steven Knight, Tom Hardy și tatăl său, Edward "Chips" Hardy, și este bazata pe o poveste scrisă de Tom Hardy. A fost regizat de Kristoffer Nyholm și Anders Engströmm, renumiți pentru The Killing și respectiv Jordskott. Muzica a fost compusă de Max Richter, renumit pentru coloana sonoră a serialului HBO The Leftovers și a filmelor Arrival, Perfect Sense și Waltz with Bashir. Seria a primit recenzii pozitive, iar Tom Hardy a fost aplaudat pentru prestația sa deosebită. 
Seria are opt episoade, iar acțiunea se petrece în 1814, când James Delaney (Tom Hardy) revine in Anglia după doisprezece ani petrecuți în Africa. Delaney se întoarce cu 14 diamante furate pentru a participa la înmormântarea tatălui sau. Moștenirea sa va juca un rol important în războiul cu Statele Unite, care la acel moment se apropia de final. Seria urmează să aibă încă două sezoane. 